# Orosz ötvenkopejkás
A 0,5 RUB, azaz 50 kopejka vagy ötven kopejka értékű érme egyike az Oroszország, a Krím félsziget, Abházia és Dél-Oszétia által használt rubel érméinek.

## Adatok[1][2]
Az érméből 1997 óta két különböző fajtát vernek, amelyek kinézetükben megegyeznek, de tömegükben és peremükben nem.
Az érme előlapján az "50 КОПЕЕК" (50 kopejka) felirat, hátlapján Szent György, a "БАНК РОССИИ" (Orosz Nemzeti Bank), a pénzverde jele és a verési év található.
| Előlap | Hátlap | Tömeg  | Átmérő  | Vastagság | Anyag                  | Perem | Verési évek | Pénzverde                                          |
| ------ | ------ | ------ | ------- | --------- | ---------------------- | ----- | ----------- | -------------------------------------------------- |
|        |        | 2,9 g  | 19,5 mm | 1,5 mm    | sárgaréz               | recés | 1997-2006   | Moszkva és Szentpétervár: 1997-2006                |
|        |        | 2,75 g | 19,5 mm | 1,5 mm    | sárgaréz bevonatú acél | sima  | 2006-2015   | Moszkva: 2006-2015, Szentpétervár: 2006-2010, 2013 |